# 石村萬盛堂
株式会社石村萬盛堂（いしむらまんせいどう）は、福岡県福岡市博多区に本社を置く製菓業者である。本店は博多祇園山笠追い山の廻り止め（決勝点・ゴール地点）に存在するため、山笠中継時はテレビに良く映る。同社の菓子のCMに出演していた小松政夫は、かつて本店で働いていたことがある。
2021年10月、工場への設備投資が負担になったことや、新型肺炎拡大の影響により、土産物の需要が大きく減少し、収益が悪化したことが原因で、経営母体を変更した。すべての事業は、新会社「株式会社SEN企画」(辛子明太子製造の大手「ふくや」の親会社「かわとし」を中心とする地場企業6社が共同で設立したもの)に譲渡され、10月1日付で、このSEN企画が株式会社石村萬盛堂に、旧会社が株式会社FRT企画に、それぞれ商号を変更した。株式会社FRT企画は、翌年11月15日に解散を決議、2023年1月10日に福岡地方裁判所から特別清算開始決定を受けた。

## 沿革

### 旧：石村萬盛堂→FRT企画

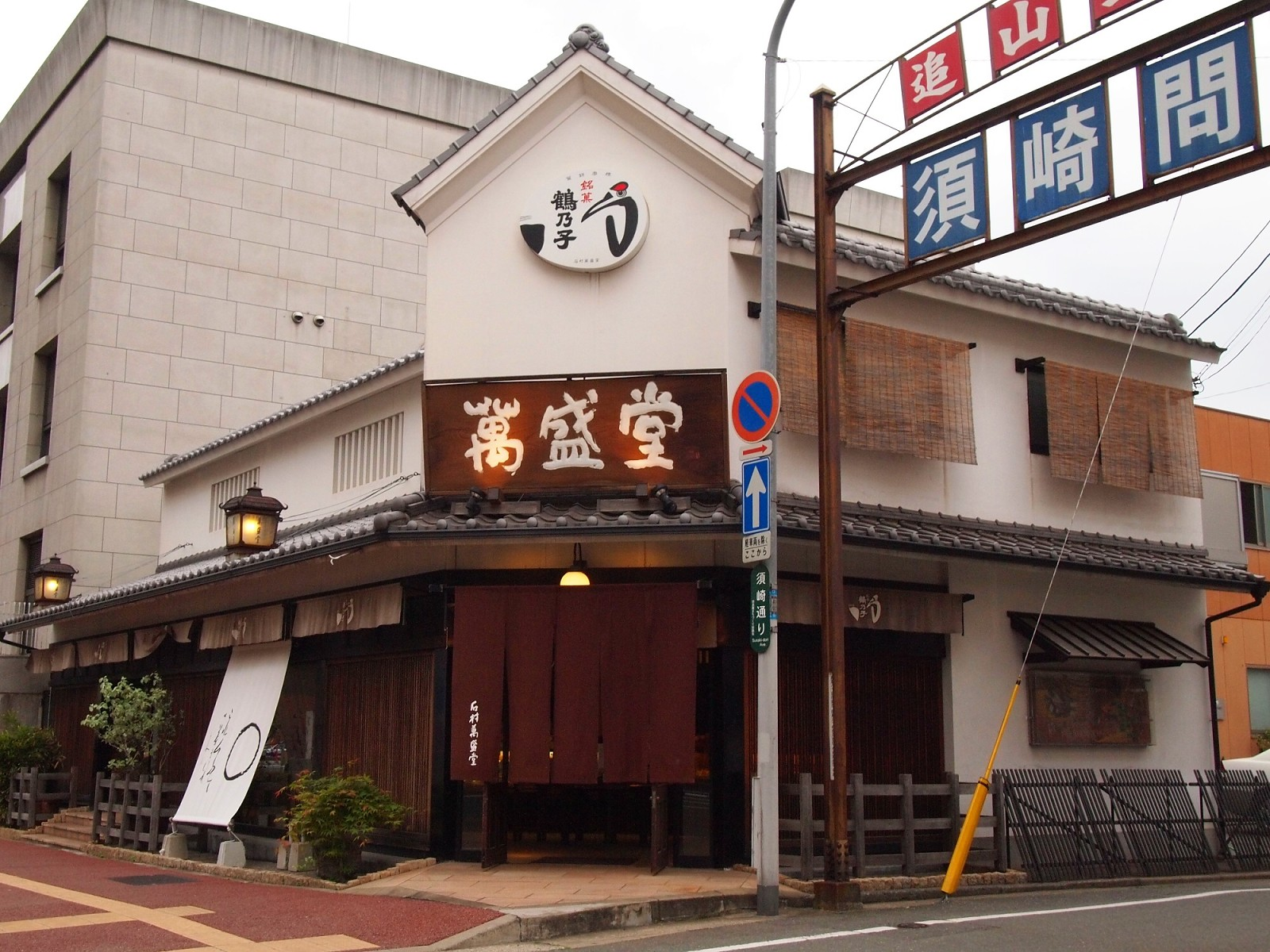
旧本店建物

- 1905年 - 博多中対馬小路にあった川上音二郎の家屋で、石村善太郎によって創業。
- 1910年 - 博多銘菓鶴乃子開発・販売開始。
- 1911年 - 博多駅で銘菓鶴乃子発売開始。
- 1923年 - 現在の須崎町角、旧往当り町角に本店移転。
- 1932年 - 2代目石村善右が経営を引き継ぐ。
- 1944年 - 強制疎開により本店を一時閉店。
- 1945年 - 配給下の博多で茶亭鶴乃子を開店。
- 1947年 - パン製造を開始。
- 1949年 - 株式会社石村萬盛堂を設立。現在の博多座裏にある郵便局が当時の本店の場所。
- 1953年 - 博多大丸開店に伴い、大丸洋菓子部として洋菓子の製造を開始。
- 1963年 - 東京営業所を開設（現・株式会社イシムラ）。
- 1973年 - 太宰府市に鶴乃子の専用工場が完成。
- 1978年 - マシュマロデーのちのホワイトデーキャンペーンを開始。
- 1979年 - 3代目石村善悟が社長に就任[7]。同年、洋菓子「BON CINQ」ブランド開始。
- 1986年 - 岩田屋（現・岩田屋三越）で、和菓子技術深耕を目的としたブランド萬年家（はねや）開業。
- 1985年 - 株式会社マッシィロマン設立。マシュマロの全国展開を開始。
- 1987年 - 和洋菓子の複合店舗「お菓子の広場いしむら」一号店を福岡市大橋駅前に開店。
- 1988年 - 福岡県糟屋郡新宮町に和洋菓子の工場が完成。
- 1995年 - お菓子の広場いしむらのフランチャイズ展開開始。
- 2003年 - 本格的なパンブランド「セ・トレボン」を開始。
- 2005年 - 創業100年。
- 2013年 - 博多土産のブランド「鶴乃子本舗」を設立。
- 2017年 - 4代目石村善之亮が社長に就任
- 2017年 - 福岡市六本松に和菓子の専門ブランド「善太郎商店」を開店。
- 2021年
  - 7月30日 - 本店を建て替え新装開店。
  - 10月1日 - 株式会社SEN企画から商号変更された株式会社石村萬盛堂（新社）へ全事業を譲渡。株式会社石村萬盛堂（旧社）は株式会社FRT企画へ商号変更。
- 2022年11月15日 - 株主総会で解散を決議。
- 2023年
  - 1月10日 - 福岡地方裁判所から特別清算開始決定を受ける。
  - 6月5日 - 法人格消滅。

### 新：石村萬盛堂
- 2021年
  - 9月13日 - 株式会社SEN企画として設立。
  - 10月1日 - 株式会社石村萬盛堂（旧社、同日付で株式会社FRT企画へ商号変更）から事業を譲受。商号を株式会社石村萬盛堂（新社）へ変更。

## 工場
- 大野城工場（大野城市）

過去の工場
- 新宮工場（糟屋郡新宮町）
- 太宰府工場（太宰府市） - 宝満山や太宰府天満宮などの歴史的施設に囲まれ、鶴乃子、マシュマロを主に製造していた。

## 商品
和菓子
- 鶴乃子
- 献上鶴乃子
- 鶏卵素麺
- 塩豆大福
- 仙厓もなか
- 釜掛の松（2024年11月に復活発売）
- 祇園饅頭（博多祇園山笠期間中のみの限定販売）
- 大黒飴（博多祇園山笠期間中のみの店舗限定販売）

洋菓子
- 博多祝うてサンド
- 羽かたっ子
- プチガトー（旧ヴィンテージアンジュ、2024年4月にリニューアルと同時に名称変更）
- レモンケーキ
- ブリュレ ド サンク
- きれいなマシュマロ

セット
- 博多んにぎわい（鶴乃子と博多祝うてサンドのセット）
- 萬盛堂ガトーアソート（プチガトー、マドレーヌ、ブラウニー、フィナンシェ詰め合わせ）

過去の商品
和菓子
- 麹屋番饅頭

洋菓子
- ショコラ ボア
- シャンデレザン
- 小さなショコラ餅